# ケン・バウマン
ケン・バウマン（Ken Baumann、1989年8月8日 - ）は、アメリカ合衆国の俳優。

## 出演作品
- キャッスル 〜ミステリー作家は事件がお好きシーズン3（アシュリー・リンデン）
- アメリカン・ティーンエイジャー 〜エイミーの秘密〜シーズン3（ベン）
- アメリカン・ティーンエイジャー 〜エイミーの秘密〜シーズン2（ベン）
- アメリカン・ティーンエイジャー 〜エイミーの秘密〜シーズン1（ベン）
- Birdie & Bogey